# 步步 (單曲)
步步（英語：Step by Step），是臺灣樂團五月天於2013年推出的單曲，由阿信作詞，阿信及Cola Kai作曲，為電視劇《步步驚情》片頭曲。

## 音樂錄影帶
〈步步〉的音樂錄影帶發布於2013年12月26日，由黃茂森、余靜萍執導。特別前往紐約、東京、倫敦、上海、巴黎、印度洋上的群島（座標為3°19′0″N,095°51′0″E，是南亞大海嘯的震央）等地，還找到世上唯一僅存的“會游泳的大象”一同進行拍攝，象徵五月天不忘初衷與夢想，一步步走向世界。

## 資料來源
1. ↑  YouTube上的Mayday五月天〔步步Step by Step〕MV官方高音質HD版-電視劇「步步驚情」主題曲

## 外部連結
- （繁體中文） 相信音樂官方網站 （页面存档备份，存于）